# Barbara Krzemieńska
Barbara Krzemieńská (ur. 18 lutego 1930 w Warszawie, zm. 5 stycznia 2006 w Pradze) – czeska historyk polskiego pochodzenia zajmująca się głównie epoką średniowiecza.

## Wybrane publikacje
- W sprawie chronologii wyprawy Brzetysława I na Polskę, Zesz. Nauk. Uniw. Łódz. Nauki Humanist.-Społ. Seria I (1959)
- Břetislav I. : Čechy a střední Evropa v prvé polovině XI. století (1999)
- Moravští Přemyslovci ve znojemské rotundě (2000) – współautorzy Dušan Třeštík i Anežka Merhautová